# 维德孔·吉斯林
维德孔·亚伯拉罕·劳里茨·容松·吉斯林（挪威語：Vidkun Abraham Lauritz Jonssøn Quisling；1887年7月18日—1945年10月24日），挪威军官和政治人物，第二次世界大战纳粹德国占领挪威时期（挪威總督轄區）總理。
1921年俄罗斯饥荒期间，吉斯林和弗里乔夫·南森共同于伏尔加地区组织人道主义援助活动，获得国际声誉。此后吉斯林担任挪威驻苏联外交人员，亦代表英国行使在苏外交职责。1929年他返回挪威，并于日后出任彼得·科尔斯塔（1931年–1932年）及延斯·洪德塞德（1932年–1933年）所领导的农业党政府国防大臣。
1933年吉斯林退出农业党，组建新法西斯政党全國團結黨。他对挪威左派发起攻击，由此获得一定支持，但仍不足以获取任何挪威议会议席。1940年时的全國團結黨仍仅为一边缘政党。1940年4月9日，德国入侵挪威，吉斯林发动世界史上首次广播电台政变，试图夺取政权，但德方拒绝支持他领导的政府，政变就此失败。
1942年至1945年，吉斯林担任挪威總理，同德占挪威平民（非军事）领导人约瑟夫·特博文共同领导挪威總督轄區（實際領導人是特博文）。其领导的總督轄區政府吉斯林政权主要由全國團結黨人组成，参与通敌活动，并协助了纳粹德国最终解决方案的执行。第二次世界大战结束后吉斯林被捕并送上法庭，所控侵吞公款、谋杀及叛国罪名成立，判处死刑。1945年10月24日，吉斯林于奥斯陆阿克斯胡斯城堡受行刑队枪决。吉斯林在生前和逝后均不受好评，“吉斯林”（quisling）在欧洲多国语言中成为通敌者或卖国贼的代名词。

## 早年生活

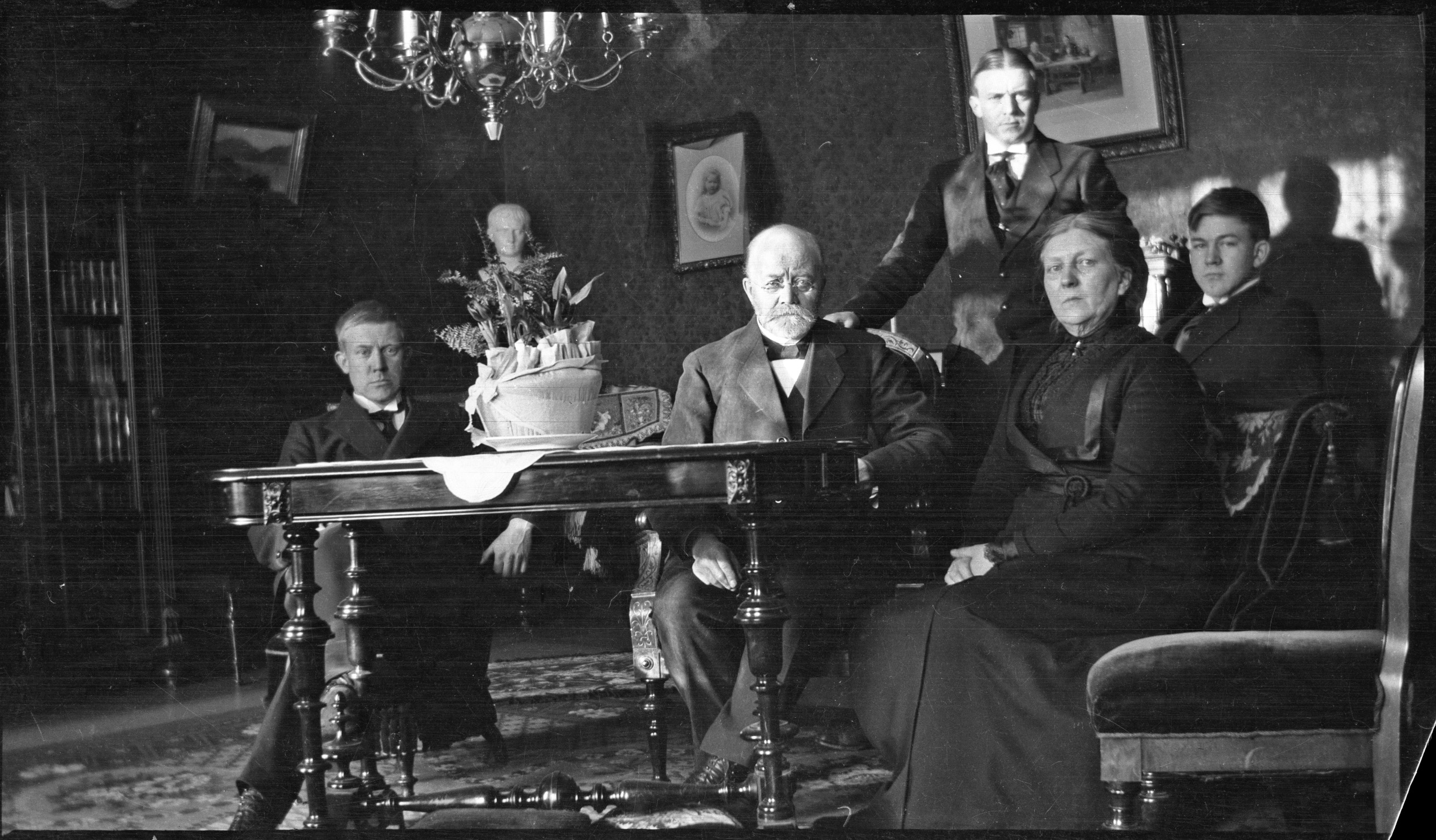
维德孔·吉斯林（最左）及其家人。约1915年摄

### 背景
维德孔·亚伯拉罕·劳里茨·容松·吉斯林（挪威语发音ⓘ），1887年7月18日生于瑞典和挪威聯合王國的泰勒马克郡菲勒斯达尔，父亲为约恩·劳里茨·吉斯林（Jon Lauritz Qvisling，1844年–1930年），挪威教会牧师及系谱学家，母亲为安娜·卡罗琳娜·邦（Anna Caroline Bang，1860年–1941年），船东及南挪威格里姆斯塔首富约恩·邦（Jørgen Bang）之女。1870年代约恩·吉斯林在格里姆斯塔担任教师，安娜·邦为其学生，两人议定婚事，并最终于1886年5月28日成婚。新婚夫妇二人随即迁至菲勒斯达尔，并生下维德孔及其弟妹。
“吉斯林”一姓源于“吉斯林努斯”（Quislinus），为吉斯林祖先劳里茨·易卜生·吉斯林（Lauritz Ibsen Quislin，1634年–1703年）所创。老吉斯林原籍为丹麦日德兰克维斯勒马克，“吉斯林努斯”是老吉斯林为该村所创的拉丁化写法。维德孔有两个弟弟和一个妹妹，幼年“羞涩、安静，但忠实且乐于助人，一贯友善，偶尔显出温暖笑容”。史学家发现的私人信件表明吉斯林一家关系和睦亲切。1893年至1900年，约恩·吉斯林为德拉门斯特姆瑟区随行神职人员，维德孔在此开始接受教育。他的泰勒马克口音较重，因此屡遭同学欺凌，但个人学习成绩颇佳。1900年，约恩受任希恩市教长，吉斯林一家就此迁往希恩。
吉斯林在人文学科（尤其是历史）和自然科学方面颇具才华，拥有数学专长，但此时他的人生前途未定。1905年，吉斯林就读挪威陆军学院，其入学考试成绩为当年250名申请者中最高。1906年吉斯林转学至挪威军事学院，毕业时成绩为学院自1817年成立以来史上最高，由此受到国王接见。1911年11月1日，吉斯林加入挪威陆军参谋部。第一次世界大战期间挪威保持中立。吉斯林本人对和平运动颇为反感，但战争造成的人员伤亡使他略有所转意。吉斯林在俄罗斯有五年的学习经历，由此在1918年3月获得了担任挪威驻彼得格勒公使馆随员的机会。他对当地生活条件很是反感，但仍得出“布尔什维克牢牢掌控了俄国社会”这一结论，并对托洛茨基动员苏联红军的能力表示了极大赞许。他认为亚历山大·费奥多罗维奇·克伦斯基给了俄国人民太多的权利，导致了俄国临时政府最终的崩溃。1918年12月公使团返回挪威，吉斯林成为挪威军方的俄罗斯事宜专家。

### 游历

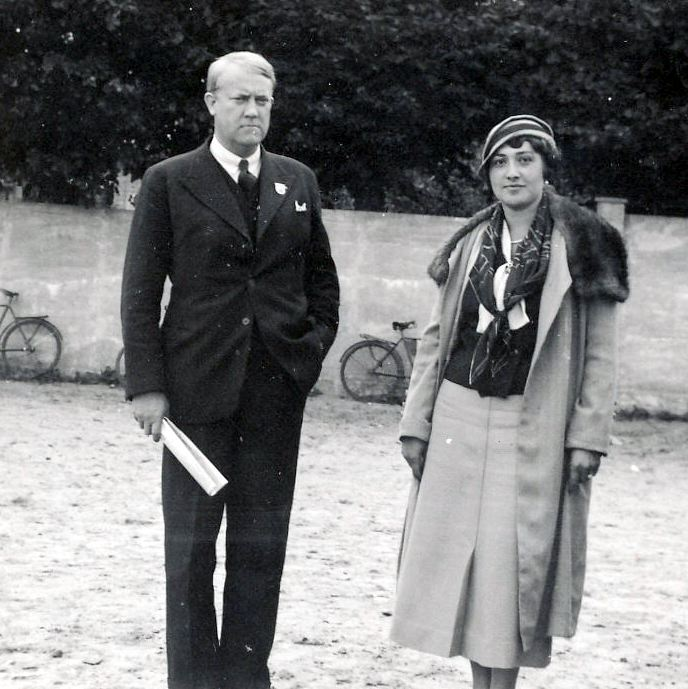
吉斯林与第二任妻子玛丽亚·吉斯林。

1919年9月，吉斯林离开挪威前往赫尔辛基，担任挪威外交代表团情报人员，其职责结合了外交与政治。1921年秋，在探险家和人道主义家弗里乔夫·南森邀请下，吉斯林再次离开挪威，并于1922年1月抵达乌克兰首都哈尔科夫，参与国际联盟组织的人道主义援助活动。吉斯林撰写报告，明确指出了当地的处置失当问题及每日近万人的死亡数量，展示了他杰出的行政管理能力和获其所欲的决心。8月21日，吉斯林同俄籍小贩之女亚历山德拉·安德烈夫娜·沃罗宁娜成婚。亚历山德拉在回忆录中称吉斯林对她宣告了爱意，而私人信件及吉斯林表亲调查则表明二人从未真正相爱。吉斯林与亚历山德拉成婚的目的似乎仅是为她提供挪威护照和财政支持，由此帮助她脱离贫困而已。
1922年9月吉斯林离开乌克兰。1923年2月，吉斯林和亚历山德拉重返哈尔科夫，继续提供人道援助。南森称吉斯林所作出的贡献“绝对不可或缺”。吉斯林认为当地状况改观显著，新挑战不多，和上次相比较为无趣。在此时期他邂逅了乌克兰裔的玛丽亚·瓦西里耶夫娜·帕谢茨尼科娃（比他年轻十岁）。玛丽亚日记称二人在1923年夏天发展了一段婚外恋情。她称吉斯林的俄语水平、雅利安外貌及优雅举止给她留下了深刻的印象。两人似乎于1923年9月10日在哈尔科夫成婚，但无法律文件能够证实这段婚事。吉斯林传记家汉斯·弗雷德里克·达尔称两人从未正式缔结婚约。即便如此，吉斯林和玛丽亚平日形同夫妇，并进行了结婚周年庆祝。二人成婚后不久援助行动告终，吉斯林、亚历山德拉和玛丽亚三人离开乌克兰。1923年夏天他们计划在巴黎度过一年。玛丽亚希望游历西欧，吉斯林在冬季受到间歇性胃痛困扰，希望获得休息。

#### 巴黎、东欧与挪威
吉斯林需自挪威陆军暂时退伍才能前往巴黎，但他逐渐意识到自己将再也无法重返军营——陆军裁军进程意味着当他返回时军方将无职位空缺。抵达巴黎后，吉斯林将大部分时间投入学业，阅读政治理论并钻研个人哲学理念（他称之为“大融合主义”）。1923年10月2日，吉斯林说服奥斯陆《时代印迹》日报刊登其所作文章，呼吁承认苏联政府。1923年末，吉斯林提前离开巴黎，前往索菲亚，协助南森在巴尔干开展人员遣送事宜。此后两个月他与玛丽亚共同旅行。1月玛丽亚返回巴黎，照看亚历山德拉（此时对外称吉斯林和玛丽亚的领养女儿），2月吉斯林亦前往巴黎同二人会合。
1924年夏，三人返回挪威。此后亚历山德拉前往尼斯与伯母同居，终身未返。吉斯林承诺继续照顾她，但经济援助时断时续，此后鲜有机会亲自探访。返回挪威后，吉斯林投身共产主义挪威劳工运动（日后他对此表示后悔），呼吁建立人民民兵组织以抵御反动力量，但并无成效。他还主动向参与运动人士提供参谋部信息，但无人有意。考虑到吉斯林未来的政治发展方向，这一时期他的极左翼活动显得尤其出格。达尔的观点是吉斯林经历保守童年，此时“失业、沮丧……痛恨参谋部……在政治上愈发激进”。达尔还称吉斯林这一时期的政治理念可概括为“社会主义与民族主义的结合”，并支持俄国苏维埃政权。

#### 俄罗斯及卢布丑闻
1925年南森再次为吉斯林提供从业机会。两人前往亚美尼亚，希望获取国际联盟资助，协助亚美尼亚裔归国，然而二人提议均遭否决。1926年5月，吉斯林找到了新下家——现居莫斯科的挪威旧友弗雷德里克·普里茨，协助普里茨同苏联政府打交道（普里茨的奥涅加木材公司一半为苏联政府所有）。1927年初普里茨公司准备关张，吉斯林开始从事外交事宜。此时英国在苏联的外交活动由挪威代理，吉斯林便成为了公使团新秘书。1928年末玛丽亚亦迁至俄国，同吉斯林会合。此后吉斯林和普里茨陷入重大丑闻，二人被控经由外交渠道偷运数百万卢布入俄国黑市。这一控诉日后屡次提及，亦用于指控吉斯林“道德破产”。同时吉斯林亦被控协助英国进行情报活动，但此二罪名均未得到证实。
俄国政治逐渐走上强硬路线，吉斯林也就此同布尔什维克划清界限。苏联政府直接否决了他的亚美尼亚计划，并对南森救济1928年乌克兰饥荒的举措进行阻挠。吉斯林对此大为光火。1929年，英国方面决定亲自接管外交事宜，吉斯林即借此机会离开了俄国。吉斯林获授大英帝国司令勋章以表彰其对英国做出的贡献（1940年英国国王乔治六世撤回了这一荣誉）。为表彰他此前从事的人道主义活动，吉斯林还获授了罗马尼亚王冠勋章和南斯拉夫圣萨瓦勋章。

## 早年政治生涯

### 终返挪威
吉斯林过去十二年中的九年在国外度过，在挪威陆军之外亦无从政经验。1929年12月，吉斯林返回挪威，开展所谓的“挪威运动”（Norsk Aktion）。行动组织包括全国、地区及地方组织，招纳人员方式与苏联共产党相似。同法国右派法兰西运动相似，挪威运动鼓吹激进宪政改革，重组挪威议会为两院制，第二院以苏联方式自工人阶层选举代表。吉斯林的设想更似一军事组织而非政治组织。“挪威运动”的成员都将有其内部的军事头衔。
吉斯林在革命后俄国廉价购得大量文物和艺术品，然后在挪威大规模出售。他的藏品包括近200幅绘画，其中一些据说为伦勃朗、戈雅和塞尚等名家所作，包括所谓“真宝”，保险额近30万挪威克朗。1930年春吉斯林再次同普里茨联手，同中年军官和商人进行定期小组会议。这一组织日后被称为“典型法西斯主义初始组织”。普里茨计划借此将吉斯林推上政治舞台。
1930年5月13日南森过世。吉斯林利用自己同《时代印迹》主编的友谊，于5月24日在日报头版刊登本人撰写的文章《弗里乔夫·南森之死政治所见》（Politiske tanker ved Fridtjof Nansens død）。在文章中吉斯林列出十点倡议，称这些倡议将实现南森对挪威的设想，包括“强大且公正的政府”以及“着重于种族和传统”。这一主题在他的新书《俄罗斯与我们》（Russland og vi）中得到了延续，新书的内容在1930年秋季于《时代印迹》上连载。此书呼吁向布尔什维克开战，种族主义立场鲜明，吉斯林也由此在政坛受到广泛关注。他在先前由南森领导的祖国联盟奥斯陆委员会获得一席位（吉斯林先前对此组织并无太大兴趣），并与普里茨新创运动挪威北欧人民起义（Nordisk folkereisning i Norge），中央委员会由31人组成，吉斯林为其行政核心，称“元首”（fører）——不过他对这一称呼并无太大好感。组织首次会议由1931年3月17日召开，宣告运动目标为“消灭外来堕落共产主义叛乱”。

### 国防大臣
1931年5月，吉斯林退出北欧人民起义，加入由彼得·科尔斯塔领导的农业党政府，出任国防大臣一职。吉斯林本人并非农业党人，同科尔斯塔亦无朋友关系。挪威农业报纸《国家报》编辑托瓦尔·奥达尔受普里茨影响，将吉斯林推荐给了科尔斯塔。诸多挪威议会议员对此任命感到颇为意外。上任初始，吉斯林面临所谓“门斯塔之战”这一严重劳工纠纷。他派出军队进行维稳行动，受到左翼人士广泛批评。此后吉斯林先前的“民兵”计划为大众所知。他随即将注意力转向共产党势力及其“威胁”，起草“革命工会反对派”领袖名单，包括在门斯塔起事者。名单中的一些人后来以颠覆及对警察施暴罪名遭到起诉。吉斯林还组织了一支常备民兵队伍，用于反革命目的（而非他先前设想的革命单位）。虽然裁军后挪威预备役中有大量初级军官可供选择，至1934年民兵只建立起了七个单位，人数不足千人，最终因资金不足而解散。1930年至1933年某时，吉斯林与亚历山德拉的婚姻正式宣告终结。
1932年中期，北欧人民起义被迫重新强调吉斯林并非该党成员，并宣称本党并无任何法西斯主义或国家社会主义元素。即便如此，吉斯林仍然时常遭受批评，频繁登上头条，但同时他亦树立了守纪高效行政者的个人形象。1932年2月2日，一持刀者闯入吉斯林办公室，将胡椒粉撒在他脸上。一些报纸称此人是吉斯林清洁工的丈夫，因嫉妒而对他进行了攻击。一些与工党有联系的报纸则反称此事件为吉斯林自导自演。1932年11月，工党人士约翰·尼高斯沃尔在挪威议会提出了这一理论，有人开始建议以诽谤罪名起诉尼高斯沃尔，但最终无人起诉，袭击者的真实身份亦从未得到确认。日后吉斯林称此人的意图是偷取瑞典中校威廉·克伦送来的军事文件。所谓的“胡椒粉事件”导致吉斯林的名声愈发两极分化。政府担心苏联已在挪威成功撒播了工业动荡的种子。
1932年3月科尔斯塔过世，延斯·洪德塞德组建新农业党政府，出于政治原因吉斯林得以继续担任国防大臣，但两人关系一向不佳。洪德塞德和吉斯林本人均持续陷入各种争端。同年4月8日，吉斯林本当前往议会为“胡椒粉事件”进行个人辩护，但他转而对工党和共产党发动严厉抨击，称两党党员为罪犯以及“祖国和我国人民的公敌”。挪威右派对吉斯林的支持率急剧攀升，153人签署联名信，要求政府对工党和共产黨进行调查。此后数月数万挪威人亦加入到运动中来，吉斯林夏季的公共演讲时常人满为患。然而挪威议会却认为吉斯林是自断了前程，称他缺乏证据，且质问倘若革命威胁如此严重，他为何拖延到现今才公布这一状况。

### 广受欢迎党首
1932年至1933年初，普里茨在北欧人民起义中的影响力逐渐下降，律师约翰·贝恩哈尔·约尔特取代普里茨成为运动领袖。由于吉斯林日渐受欢迎，约尔特执意同他进行协作。两人共同制订了一系列右翼政策，包括取缔革命性质党派（包括由第三国际在内的外国势力资助的党派）、剥夺接受社会福利补助者的投票权、免除农业债务及审查公共财政。1932年的库尔曼事件中，吉斯林对挪威海军上校及和平主义鼓动者奥拉夫·库尔曼态度强硬，受到首相洪德塞德批评，吉斯林同首相就此决裂。他向内阁成员发出备忘录，提议推行经济和社会改革，并要求首相辞职。洪德塞德政府逐渐崩溃，吉斯林本人的名望也达到了顶峰，被称为“年度人物”，选举前景大好。
吉斯林虽提出了一些新政策，一些圈内人士仍旧希望走内阁政变这一途径。吉斯林日后称他考虑过武力推翻政府，但2月自由党成功迫使洪德塞德政府倒台。在约尔特和普尔茨推动之下，北欧人民起义转变为全國團結黨政党，意在参与十月举行的大选。吉斯林更倾向领导全国运动而非挪威七个政党之一，对此略感失望。全國團結黨对外宣布若其他政党候选人愿意支持“建立强大稳定的全国政府，不受党派政治影响”这一核心主张，他们将获得全國團結黨的选举支持。由于政坛此时已近饱和，全國團結黨并未立即获得成功，但其支持率仍然稳步攀升。政党理念受到纳粹影响，鼓吹中央权力及强势元首，重视政治宣传，获得奥斯陆上层阶级人士的支持。全國團結黨因此获得了“富人党派”的名望。
挪威农民援助协会向全國團結黨寻求财政支持，全國團結黨也由此获得了政治影响力及一系列经验丰富的政党官员。然而，由于保守党亦吸纳了大量右派选民，全國團結黨从未能够成功建立广泛的反社会主义选民联盟。吉斯林本人演说能力有限，许多选民也仅是通过他的丑闻才知道全國團結黨而已。在十月份举行的选举中全國團結黨表现平平，获得27,850张选票，占全国选票近百分之二，而在其派出候选人参选的选区亦只获得近百分之三点五的选票。选举后全國團結黨成为挪威第五大党，位于共产党之前，保守党、工党、自由党和农业党之后，未获得议会席位。

### 衰落政党之元首
选举结果令人失望，吉斯林变得愈发强硬，不愿进行谈判或妥协。1934年3月全國團結黨最后一次试图建立右翼政党联盟未果。自1933年年末始，全國團結黨开始推行有自身特色的国家社会主义。然而该党在议会中没有席位，无力推动宪政改革以实现其远大理想。吉斯林试图直接将议案送上议会，但迅速遭到否决。全國團結黨逐渐走向衰落。1935年夏，吉斯林对其政敌称自己若获权力“有人将掉脑袋”，由此登上头条。这一事件严重损害了吉斯林及其政党的声誉，此后数月多名政党高层人物宣布辞职，其中包括凯·菲耶尔和吉斯林的弟弟约恩。
吉斯林开始同国际法西斯运动人士进行接触，并于十二月参加了1934年蒙特勒法西斯会议。然而此时正逢意大利非法入侵阿比西尼亚，吉斯林同意大利法西斯的接触非常不合时宜。自蒙特勒归来后吉斯林会见了纳粹思想家及外交政策理论家阿尔弗雷德·罗森堡。吉斯林称自己的政策为意大利法西斯主义和德国纳粹主义的融合。他的反犹太立场亦愈发强硬，将犹太文化同马克思主义、自由主义乃至一切他反对的理念联系起来。全國團結黨和德国纳粹党也愈发相似。由此到1936年大选时，吉斯林的政敌已经给他牢牢扣上了“挪威希特勒”这顶帽子。挪威政府接受苏联请求，试图逮捕托洛茨基，全國團結黨支持率由此意外提升，但在选举上仍旧未获成功。吉斯林本人声称全國團結黨有近十万名支持者，将至少获得十个议会席位，但全國團結黨最终仅仅获得26,577张选票，尚不抵1933年的选举结果，而在1933年该党只在全国一半的选区派出了候选人参选。全國團結黨由此宣告分裂，分离派由约尔特领衔。只有不足50名党员立即宣布离党，但在1937年更多数量的党员亦逐渐离去。

## 第二次世界大战
1939年，吉斯林开始关注挪威的备战状况。他认为挪威必须大幅度增加国防开支才能保持中立地位。他还进行了题为《挪威犹太人问题》的巡讲，并对阿道夫·希特勒表示支持。吉斯林对水晶之夜进行了谴责，但后来在希特勒五十岁生日时仍旧寄出祝福，感谢希特勒“保护欧洲免受布尔什维克和犹太统治”。1939年吉斯林认为倘若英国和俄国结盟，挪威将无法保持中立，必须“跟德国走”。1939年吉斯林接受邀请访问德国，游历了一系列德国及丹麦城市，在德国尤其受到欢迎。德方承诺将资助全國團結黨，帮助传播亲纳粹情绪。9月1日，第二次世界大战爆发，吉斯林见证了德军的效率，认为自己的设想是正确的。他坚信全國團結黨将很快走出低谷，成为政坛的焦点。
此后九个月吉斯林继续领导全國團結黨，但该党此时仍旧于挪威政坛处边缘地位。他仍旧积极参与政治活动，并于1939年10月和普里茨共同提出设想，建议英国、法国和德国议和并于日后加入经济联盟，但这一设想未能成行。吉斯林亦认为德国日后必须对苏联开战（此时苏联尚为德国盟友）。12月9日他前往德国，向德国官员阐述了自己多方面的计划。德国官员对他的计划大为赞许，他由此也获得了会见希特勒的机会，会期为12月14日。吉斯林的联络人认为他应当借此机会，劝服希特勒支持挪威亲德政变，由此德国可在挪威设立海军基地；此后挪威将在名义上尽可能久地保持中立，然后最终归入德国而非英国的势力范围。史学家不确定吉斯林本人是否意识到了这一举措的战略内涵。在柏林进行的会前会晤中，吉斯林派出操流利德语的阿尔贝特·哈格林（日后吉斯林政府内政大臣）向德国官员传达相关讯息，但哈格林为人常有夸大言辞的倾向。显然对于德国是否应当参与入侵这一问题，吉斯林和其德国联络人并未明确达成一致。
1939年12月14日，吉斯林与希特勒进行了会晤。希特勒承诺倘若英国入侵挪威（R4计划），德国将会作出回应，亦有可能自行先发对挪威进行入侵。他认为吉斯林提出的挪威政变和英德和约两点设想很不切实际。即便如此，全國團結黨仍将获得德国资助。两人四日后进行了第二次会晤。此后吉斯林起草致希特勒备忘录，明确称自己不是国家社会主义者。德方秘密进行筹备，刻意没有告知吉斯林。除此之外吉斯林亦受病痛困扰（可能为肾炎），但他拒绝入院治疗。1940年3月13日他重新投入工作，但此后数周其病仍旧未愈。与此同时阿尔特马克号事件爆发，挪威愈发难以保持其中立地位。希特勒尚不确定德国占领挪威是否要经过挪威政府的邀请。3月31日吉斯林略不情愿地前往哥本哈根，会见纳粹情报官员，提供挪威防御状况相关信息。4月6日吉斯林返回挪威。4月8日英国发动威尔弗雷德行动，挪威就此卷入第二次世界大战。由于盟军已经进入挪威领海，吉斯林认为德方将一如既往迅速作出回应。

### 德军入侵及政变
1940年4月9日凌晨，德军发动威瑟演习作战，意在佔領丹麥和挪威，俘获挪威国王哈康七世、挪威首相约翰·尼高斯沃尔及挪威内阁成员。然而挪威议会议长及保守党人C·J·汉布罗早已做好准备，将国王及内阁疏散至挪威东部的哈马尔。德军布吕歇尔号重巡洋舰所承载人员原定将夺取挪威政权，但在奥斯陆峡湾中遭奥斯卡斯堡要塞发射的火炮和鱼雷击沉。德军先前预计挪威政府将迅速投降并建立亲德政府。在此二设想全部落空的情况下，德军仍旧继续发动入侵行动。吉斯林同德方进行数小时讨论，决定必须立即发动政变，但这一举措并不为德国大使库尔特·布罗埃尔及德国外交部所看好。
当日下午，德方联络员汉斯·威廉·沙伊特向吉斯林发出通知，称吉斯林所组建政府必须经过希特勒亲自批准。吉斯林起草内阁成员名单，并同时称合法政府抛弃了挪威人民（政府班子仅转移至50（31英里）距奥斯陆的埃尔沃吕姆而已）。
与此同时，德军成功占领奥斯陆，并于17时30分命令挪威广播停播。在德方支持下，吉斯林于19时30分进入奥斯陆挪威广播中心，宣布组建新政府，本人为新首相，亦宣布撤销先前对德动员令。此时吉斯林政府的合法性仍未受认可。他下令其军中好友及埃尔沃吕姆军队指挥官汉斯·S·希奥特上校和奥斯陆警察局长克里斯蒂安·维尔哈文逮捕政府成员，但两次命令均遭无视。22时00分，吉斯林再次进行广播，重申先前讯息并阅读新内阁成员名单。希特勒信守承诺，于24小时内宣布承认并支持由吉斯林领导的挪威新政府。此时挪威炮台仍旧向德军开火。4月10日3时00分，吉斯林遵从德方指示，命令博勒纳挪威要塞停止抵抗。民众当时认为德方原先的计划即是协助吉斯林夺权并建立傀儡政府。
吉斯林此时达到了其政治生涯的新高度。4月10日，布罗埃尔前往埃尔沃吕姆会见尼高斯沃尔政府成员，传达希特勒指令，要求哈康任命吉斯林为新政府首脑，保证权力和平移交。哈康拒绝了这一要求，并向内阁成员宣布自己宁可退位也不会支持吉斯林政府。内阁投票一致支持国王立场，并呼吁挪威人民继续进行抵抗。德方意识到吉斯林无法获得大众支持，于是放弃支持其政府，决定新建独立行政机构。在布罗埃尔、约尔特及一系列政敌协作之下，吉斯林就此失去权力，即便是他的政治盟友（如普里茨）亦背弃了他。
希特勒向吉斯林发出信函，感谢吉斯林的贡献，并为保全其颜面（吉斯林日后或许会成为挪威领袖）承诺在新政府中为其提供岗位。4月15日权力移交完成，挪威行政委员会建立，希特勒仍坚信国王将最终承认这一政府。吉斯林的国内和国际声望迅速落至最低点，被斥为叛徒和失败者。

### 政府首脑
哈康迅速宣布行政委员会为非法，由此表明德方永远不会得到他的支持。希特勒愈发不耐烦，于4月24日任命德籍约瑟夫·特博文为挪威总督，直接对元首负责。特博文与吉斯林关系不佳，不认为全國團結黨和吉斯林应当参与新政府运作。六月特博文做出让步，允许全國團結黨参政，但仍旧对吉斯林持怀疑态度。6月25日，他逼迫吉斯林辞去全國團結黨党首一职，并将吉斯林派往德国进行短暂休假。8月16日，吉斯林与希特勒进行会晤，成功说服了元首。8月20日，在罗森堡和海军元帅埃里希·雷德尔协调之下，吉斯林“胜利”重返挪威，成为政府首脑，重建全國團結黨并将更多盟友引入内阁。特博文听从上级指示，通过广播向挪威人民宣告全國團結黨为唯一合法政党。
截至1940年年底，挪威君主制度已经名存实亡，所剩下的仅为挪威议会及一类似内阁的机构。全國團結黨为唯一亲德政党，其权力将得到扶植，但同时特博文领导的总督轄區将保有统治权。吉斯林将担任代理首相，十三名“内阁”成员中将有十名来自全國團結黨。他计划扫除“法国大革命的毁灭性理念”，包括多元主义及议会体系。地方层面，宣布效忠全國團結黨的市长将获得更大权力。吉斯林政府大力资助受其管控的文化机构，但理论上挪威仍旧拥有新闻出版自由。政府亦严格限制避孕用品以保护北欧基因。全國團結黨党员人数大幅增加，略超3万人，但即便吉斯林对该党发展前景十分看好，全國團結黨仍旧始终未达4万人。

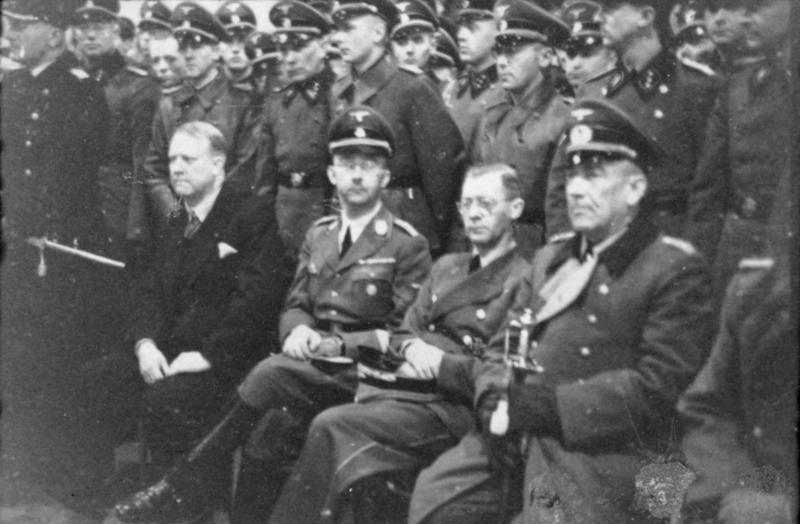
1941年海因里希·希姆莱访问挪威。前排为吉斯林、希姆莱、特博文和德军挪威总司令尼古拉斯·冯·法尔肯霍斯特将军。

1940年12月5日，吉斯林飞往柏林，就挪威未来独立问题进行谈判。与会过程中他同意召集志愿者以支持德国党卫队行动，并于12月13日返回挪威。1月党卫队首领海因里希·希姆莱前往挪威视察备战状况。吉斯林个人认为倘若挪威在战场上支持了德国，德国将不会有理由直接吞并挪威，由此对德方在挪威设立忠于希特勒的党卫队旅这一要求予以拒绝。。由于英国接纳了哈康，他对英国立场亦愈加强硬，不再将之视为北欧盟友。此外吉斯林亦采纳了德国的犹太政策，并于1941年3月26日在法兰克福发表演讲，称犹太人将受强制驱逐，但反对种族灭绝。
5月吉斯林母亲安娜过世。由于母子两人关系亲密，吉斯林深受打击。于此同时挪威独立危机愈发严重，吉斯林与特博文就财政问题发生冲突，以辞职相威胁。最终特博文在财政上做出让步，但吉斯林亦当在党卫队问题上做出让步。挪威就此建立一党卫队旅，但归全國團結黨管辖。

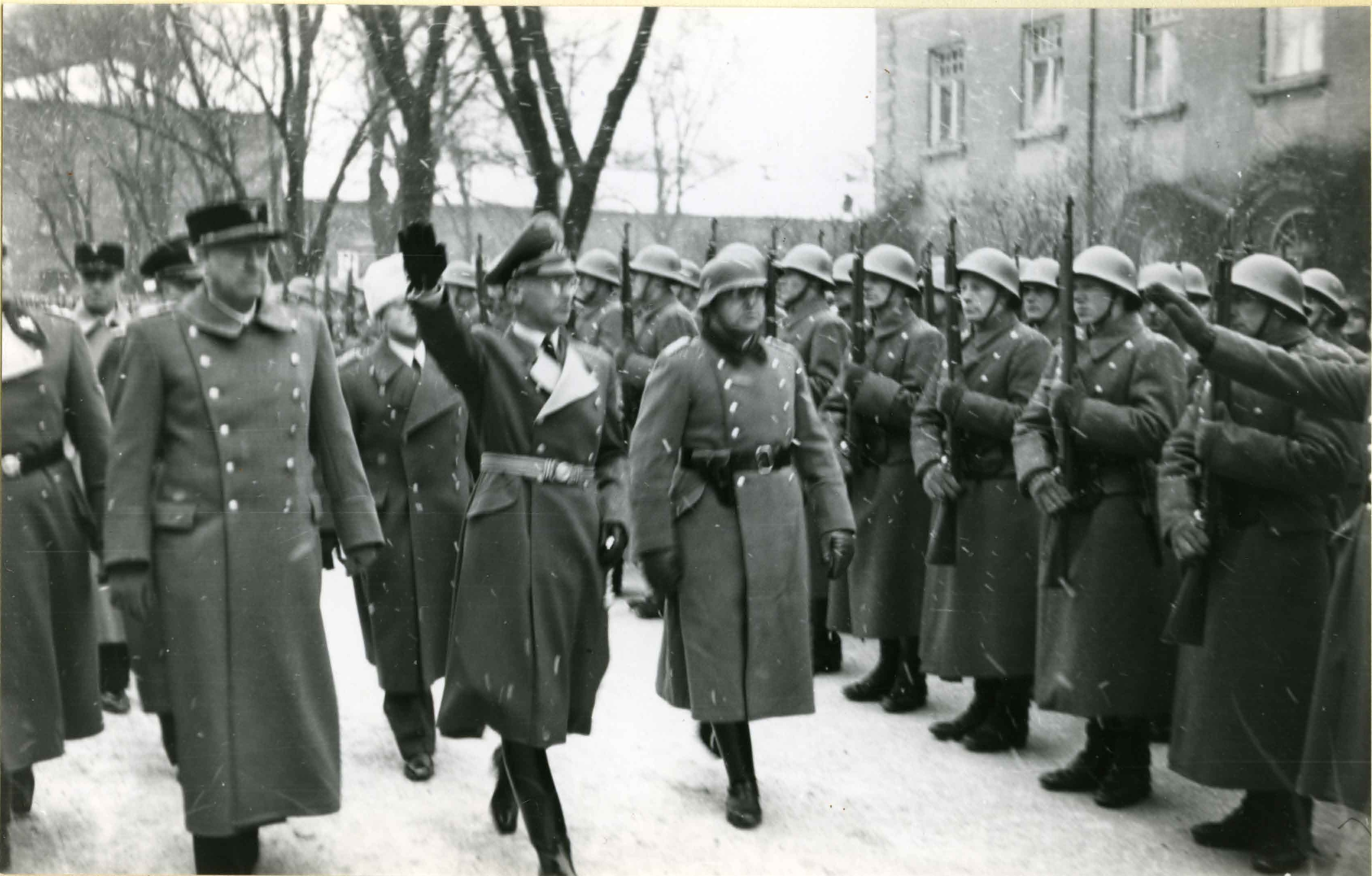
1942年吉斯林（左）与特博文（中）视察国家警察队伍。

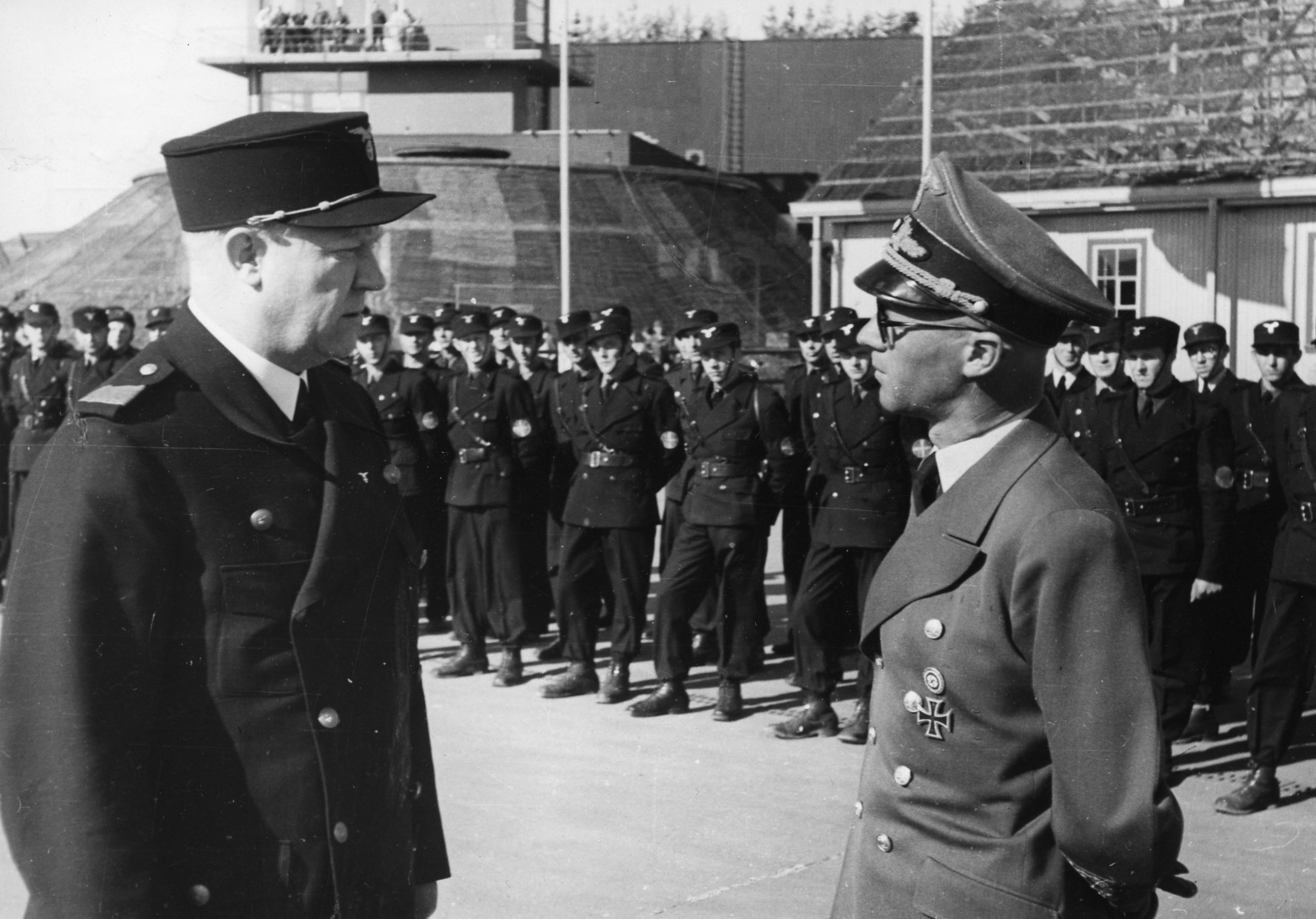
吉斯林（左）与特博文（右）视察希德 (挪威)准军事部队。

吉斯林政府愈加强硬，开始逮捕共产党领导层并对工会人士进行恐吓。1941年9月10日，在奥斯陆牛奶罢工后，维戈·汉斯廷和罗尔夫·维克斯特伦遭到处决，诸多罢工者遭到逮捕。汉斯廷之死宣告了挪威占领期和平阶段的终结和暴力阶段的开始。同年特博文宣布重新建立国家警察（1937年废除）以协助盖世太保在挪威的活动，并在全国范围内大规模没收无线电设备，吉斯林对如上决定表示支持。他亦将流亡政府斥为“叛徒”。挪威政府立场的激化导致一非正式“寒冰阵线”建立起来，全國團結黨支持者为挪威民众所痛斥。吉斯林认为民众的不满仅仅是反德情绪的延伸，待到柏林将权力移交予全國團結黨，情况将会大大好转。然而在1941年德方做出的让步仅限于将各部门领导人提升为正式大臣和内阁成员以及保证全國團結黨秘书处的独立运作。
1942年1月，特博文宣布德国方面将移交权力，并通知吉斯林元首本人已批准这一计划，权力将于1月30日正式完成移交。吉斯林对此表示怀疑——此时德国和挪威正就和平问题进行谈判，而谈判必须到东方战线战事结束才有可能完成，特博文本人亦称和谈结束前总督府将继续行使权力。即便如此，吉斯林仍然坚信自己在党内和柏林的地位不可动摇，亦仍旧明白自己在挪威并不受到欢迎。
1942年2月1日，在经历短暂推迟之后，挪威政府发表公告，宣布内阁正式选举吉斯林为全国政府总理（Ministerpresident）。全國團結黨随即组织宴会、集会及其他活动以示庆贺。吉斯林发表首次讲话，宣布挪威将同德国建立更加密切的关系。挪威宪法唯一变更为重新禁止犹太人入境挪威（禁令先前已于1851年废除）。

### 总理

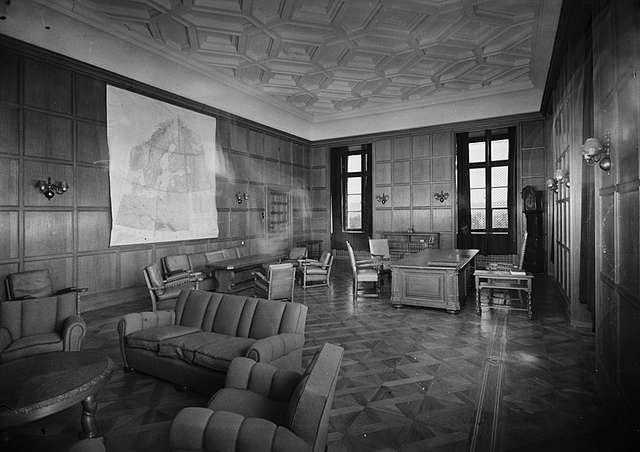
挪威王宫吉斯林办公室。吉斯林于1942年2月迁入。

就任总理后的吉斯林首次获得了一份铁饭碗，不过他对总督府仍旧无权发号施令。1942年2月，吉斯林首次对柏林进行国事访问，成果颇丰，关于挪威独立的核心问题均得到了讨论。然而约瑟夫·戈培尔却对吉斯林的能力缺乏信心，称吉斯林“不太可能成为伟大政治家”。
返回挪威后的吉斯林对于全國團結黨的党员数目已经不太在意，甚至还有意对之进行整肃，清洗党内的醉汉。3月12日，挪威正式成为一党制国家。吉斯林推动实施一系列举措，批评或反对全國團結黨者都将遭到法办。日后吉斯林对此举措表示后悔，认为政府或许可以不通过此极端措施即获得挪威人民的认同。
然而此后境况急转直下。1942年夏季吉斯林效仿希特勒青年团模式，强制要求所有挪威儿童加入全國團結黨青年组织。大量教师和教会成员集体辞职以示抗议，挪威社会亦爆发大规模动乱。他试图起诉埃温·贝格拉夫主教，进一步引发民众不满，即便是德国盟友亦对此举合理性表示怀疑。作为回应，吉斯林称挪威人民“不论情愿与否”必须接受新政权，立场愈发强硬。5月1日，德军高层称“有组织的反吉斯林抵抗运动已经开始”，挪威同德国的和平谈判就此搁置。8月11日，希特勒宣布战争结束前将不会进行任何形式的和谈。吉斯林就此意识到挪威短期内无法获得独立地位——更糟的是德方还禁止他与希特勒进行通信。
吉斯林先前计划废除挪威议会，以统合性质的“国家议会”（Riksting）取而代之。国家议会将由“经济院”（Næringsting）与“文化院”（Kulturting）两院组成。然而此后他对此类专业性机构愈发不信任。在9月25日全國團結黨第八次及年度最后一次全会召开前，吉斯林有了全新的设想。国家议会将成为顾问性机构，“元首委员会”（Førerting）和国家议会两院则将成为相关政府部门之下的独立机构。
议会全会结束后，全國團結黨及吉斯林本人逐渐失去挪威社会的支持。党派主义问题愈发严重，政府要员居尔布兰·伦德意外身亡，德军统治手段强硬（如1942年10月处决10名特伦德拉格重要市民）。1943年8月通过的追溯法令《艾利夫森法》允许新政府首次使用死刑。这一举措公然违反挪威宪法，表明挪威在执行最终解决方案上发挥作用日渐增强。全國團結黨全会振奋了党内士气，但在这一系列事件后党内士气已然消失殆尽。

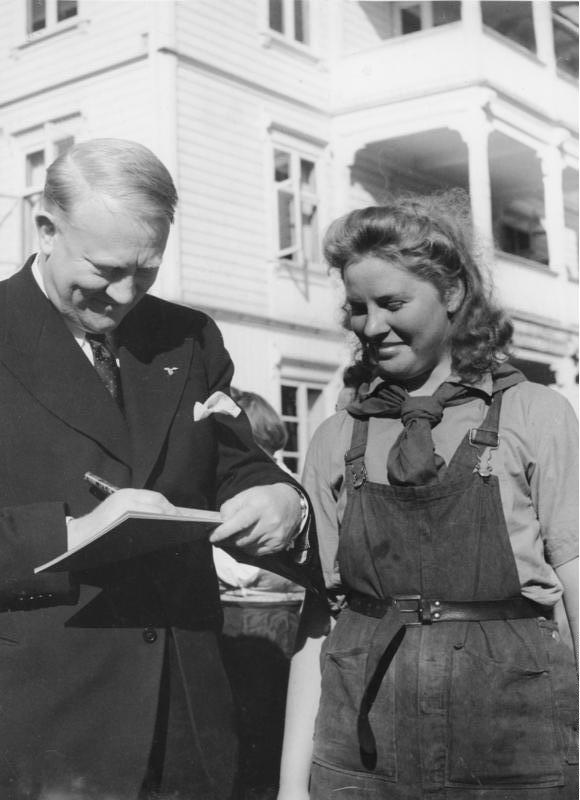
吉斯林提供签名。1943年摄

在挪威政府和吉斯林本人的推动之下，挪威犹太人于1942年1月登记参与了一德国计划。10月26日，德方在挪威警方协助之下逮捕了300名登记犹太男性，并将他们送往集中营（多数送往贝格），由全國團結黨准军事部队希德进行看守。挪威政府很快释放了65岁以上者，但仍旧没收了犹太人的资产。
11月26日，逮捕者及其家庭成员遭驱逐出境，送往波兰集中营。这一系列举措均为德方推动，吉斯林本人并不知情（虽然政府仍然提供了支持），但他仍旧向挪威民众称首次驱逐犹太人的行为是他自己的主意。1943年2月，又有250名犹太人遭到驱逐，总驱逐人数最终达到759人。全國團結黨对犹太人最终下场的态度并不明确。1943年至1944年吉斯林本人似乎认为这些人将送往犹太人新家园
与此同时，吉斯林认为重新赢得希特勒尊重的唯一方式是进一步召集志愿者，支援境况愈发不佳的德军。他领导挪威全面投入德国的总体战计划。在1943年2月德军于斯大林格勒失利后，吉斯林认为挪威有责任支持第三帝国。1943年4月，吉斯林发表演讲，对德方拒绝提出战后欧洲设想（保证挪威自由）这一行为进行了痛斥。他向希特勒传达了这一想法，但即便挪威为战争做出了重大贡献，希特勒本人仍旧不为之所动摇。吉斯林认为自己遭到了背叛。最终希特勒于1943年9月承诺挪威将在战后获得完全独立。
战争后期吉斯林愈显疲惫。1942年他通过231项法律，1943年166项，1944年139项，法律主要涉及社会政策领域。到1944年秋天，吉斯林和安东·米塞特（荷兰）等傀儡政权领袖自认为能活下来就很不错了。1942年至1943年吉斯林受到超重问题困扰，但到1944年他的状况已经有所好转。
在轴心国战况愈发不佳的情况之下，全國團結黨仍然牢牢掌控了政权。即便如此，德国方面对挪威治安的控制程度亦逐渐加深，在驱逐犹太人之后开始驱逐挪威官员，最终发展到试图驱逐奥斯陆大学学生。连希特勒都对大规模逮捕行为表示了强烈的不满。1944年年初吉斯林强迫希德成员服兵役，导致诸多成员辞职以逃避兵役。
1945年1月20日，吉斯林最后一次同希特勒进行会晤。他承诺挪威将在战争最后阶段支持德国，但德国必须放弃介入挪威内政。此时德军正朝挪威南部撤退，吉斯林担心挪威政府将无法控制北部局势。纳粹在北部采取焦土政策，甚至枪杀拒绝疏散的挪威平民。除此之外，盟军对挪威的空袭导致大量平民伤亡，挪威占领区内的抵抗活动亦逐渐升级。吉斯林与希特勒的会谈不欢而散。德方命令吉斯林签署政令，批准处决数千名挪威“破坏者”，但吉斯林拒绝了这一要求。特博文大为光火，愤然离开了谈判厅。吉斯林事后向友人描述这一事件时痛哭流涕，认为纳粹拒签和约之后他自己将终身背上叛徒骂名。
战争最后数月德军与盟军在挪威进行最后交锋。吉斯林努力避免挪威平民伤亡，并试图保证德军战俘营中的挪威战俘安全归返。他私底下已经接受了国家社会主义必将失败这一事实。1945年4月30日希特勒自杀身亡，吉斯林随即开始以自己所希望的方式收拾残局，提出同挪威流亡政府分享权力，但在外人看来这一想法实在太过天真。

## 逮捕、审判、死亡及后事
由律师斯文·阿恩岑代表的抵抗运动领导层认为必须以普通凶杀嫌疑犯方式对待吉斯林。5月9日，吉斯林及其麾下政府官员向挪威警方自首。警方将吉斯林送往位于默勒加塔街19号的奥斯陆警察总部第12牢房。牢房中仅有一小桌、一洗脸盆和一墙洞式厕所。
警方对吉斯林严加观察以避免他自杀，十周之后将他送往阿克斯胡斯城堡以待审判。吉斯林体重减轻并受多神经炎困扰，但其意志仍旧坚韧，开始同律师亨里克·伯格进行合作。伯格业绩颇佳，但对吉斯林并不同情（至少最初是如此），不过他仍旧相信吉斯林是真心为挪威利益着想的，并决定以此理由为吉斯林进行辩护。
吉斯林最初的罪名包括发动政变、撤销动员令以及作为全國團結黨领袖和挪威总理的非法行为（通敌和违宪），此后还加上了谋杀居纳尔·艾利夫森的罪名。吉斯林对自己所作所为并不否认，但拒绝接受指控，坚称其行为是为了保证挪威的自由与繁荣，并提交了长达六十页的答复。7月11日，检方提出一系列新控诉，包括谋杀、盗窃及挪用公款，最为严重的罪名则是与希特勒串谋于4月9日对挪威发动占领。
对吉斯林的审判于1945年8月20日正式开始。辩护方对通敌行为轻描淡写，着重强调吉斯林是在为挪威的完全独立而斗争，但多数挪威人并不这么想。传记家达尔称吉斯林自此时刻必须“把握事实和谎言的分寸”，由此塑造了自己“难以捉摸，时而令人可怜的形象”。吉斯林多次扭曲事实，但即便他亦说了不少实话，挪威人民对他仍旧痛恨万分，不抱同情。
审判最后阶段的一系列医学检查导致吉斯林健康状况逐渐恶化，他的辩护也愈发无力。检方最后陈述十分有力，引致德国官员的证词，将最终解决方案于挪威开展的最终责任归于吉斯林头上。检察官安内乌斯·舍特引用流亡政府于1941年10月和1942年1月通过的法律，呼吁判处吉斯林死刑。

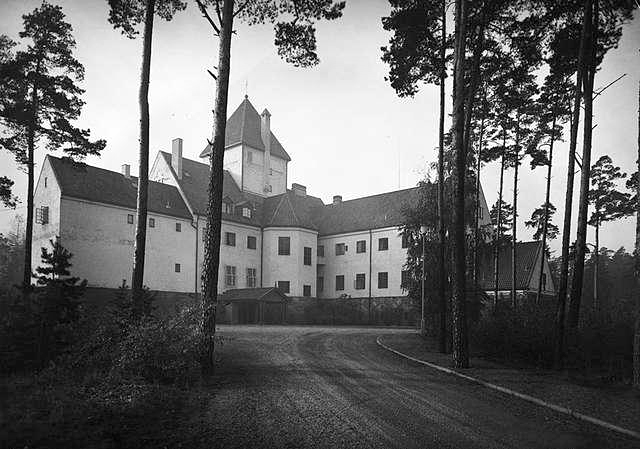
吉斯林居所格兰德别墅。他称之为“津利”，名称源自北欧神话。1945年摄

伯格和吉斯林的致辞均未能改变审判结果。9月10日吉斯林绝大多数罪名成立，判处死刑。10月辩方上诉至最高法院，遭到驳回。史学家梅纳德·科恩认为审判过程是非常公平的。此后吉斯林在一系列全國團結黨成员审判中提出证词。1945年10月24日凌晨2时40分，吉斯林于奥斯陆阿克斯胡斯城堡执行行刑队枪决。他的临终遗言为：“我受审判不公，至死无辜。” 死后吉斯林遗体火化，骨灰下葬于菲勒斯达尔。
吉斯林遗孀玛丽亚在奥斯陆度过余生，1980年过世。两人没有亲生儿女。玛丽亚死前将所有俄国文物捐赠给一慈善机构。此机构现今仍旧在奥斯陆运作。在其政治生涯大部分时间内，吉斯林居住于奥斯陆比格迪半岛自称为“津利”的住宅内，“津利”为北欧神话中诸神黄昏存活者所居之处。这一住宅现称格兰德别墅，为犹太人大屠杀纪念馆。全國團結黨自挪威彻底扫除，而吉斯林则成为了挪威史上最频繁受到书写的人物。“吉斯林”（quisling）一词则成为了叛徒的同义词。1940年4月15日英国《泰晤士报》于头版首次使用这一表达，题为“处处是叛徒”（Quislings everywhere）。这一名词在日后得到继续使用，而在二战期间和二战结束后的一段时间“吉斯林”亦逆用为名词，指代从事叛国行为。

## 性格
在支持者眼中，吉斯林行政水平一流，工作尽职尽责，知识丰富，注重细节，客观公正，温文尔雅，深切关心挪威人民，在一生中都保持了很高的道德水准。在反对者眼中，吉斯林则性格善变，作风散漫，粗率无礼，充满威胁性。事实上吉斯林很有可能是如上两种观点的结合。面对友人时他感觉自在，面对政敌时他则压力重重，而不论面对友人还是政敌他为人总是较为腼腆。在正式宴会时吉斯林时常一言不发，但若发言起来有时却显夸大言辞。在压力之下他容易失态，时常发表过于夸张的言论。通常情况下他能静心接受批评，但有时他过于偏执，妄想外敌对自己怀有密谋。
战后史学界对吉斯林性格的评价不一。战后初期的史学家通常认为通敌是智力缺陷的结果，但吉斯林明显颇为聪慧，其行为令人难以理解。一些人称吉斯林软弱、多疑、刻板、权力饥渴，“糊涂而非彻底腐败”。
挪威社会学家约翰·加尔通称吉斯林为“小希特勒”，具有天命-神话-创伤情结，亦称严重妄想狂，现今普遍称自恋型人格障碍。吉斯林万分自信，但未能获取挪威人民的支持，原因是挪威人民并不认同他的理念。简而言之，吉斯林是“错误舞台错误剧本中的独裁者和小丑”。达尔引用精神学教授加布里埃尔·朗费尔特所言，称吉斯林为“典型的妄自尊大偏执狂，這麼形容他實在最爲貼切”。
在职期间吉斯林每日早起，先行工作数小时后于9时30分至10时抵达办公地点。他喜欢介入一切政府事务，阅读所有寄给他或总理府的信件，挑出大量信件作为行动参考。他见解独立，屡次就地做出关键决断，但与特博文不同的是他倾向于遵循程序，保证政府行事“文明体面”。他对出生地菲勒斯达尔的行政颇为关切。
吉斯林认为挪威民族为北欧始祖，不认同德意志优等民族理念。闲暇时他对自己的家谱进行了研究。全國團結黨党人并未受到相应优待，但吉斯林战时生活条件却要比其他挪威人好许多。即便如此，他生活并不奢侈无度，许多赠予他的礼品也没有得到使用。

## 宗教与哲学观

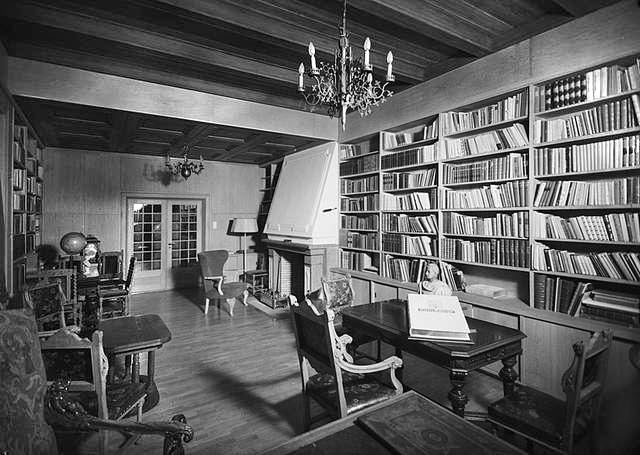
吉斯林的图书馆收藏了诸多著名哲学家的作品。

吉斯林对科学、东方宗教和形而上学颇感兴趣，建立的图书馆收藏了斯宾诺莎、康德、黑格尔和叔本华等诸多名家的作品。他密切关注当代量子力学的发展状况，但对当代哲学发展则并无等同的兴趣。他将个人哲学及科学理论结合为一新宗教，称“大融合主义”，意在解释一切事物。他亲笔所作文稿总量据称达两千页。他否定基督教正统教义，开创个人新的人生理论，称“大融合”，这一表达源自高延所作的中国哲学教科书。高延称道教、儒教及佛教均为“大融合”这一世界宗教。吉斯林称自己的哲学理念“贯彻普世相对论，狭义相对论和广义相对论均为普世相对论的特殊情况”。他希望“大融合”能够成为新挪威的国教，从称“这一体系的建立取决于科学的进步”。
吉斯林的毕生杰作分为四个部分：引言；人类自个人意识向日渐复杂的意识发展的过程；个人道德观和法律观；科学、艺术、政治、历史、种族和宗教。作品尾声题目原定为“世界有机分类与组织”，但终未完成。在其政治生涯中吉斯林写书的时间很有限。传记家汉斯·弗雷德里克·达尔称“幸好”吉斯林没有写完这本书，因为他“不可能获得哲学家的名望”。
在审判过程中和定罪之后，吉斯林对“大融合”兴趣重燃。他认为战争发展过程与人间神国的建立相应和，并以相应理论对自己的行为进行辩护。10月第一周吉斯林撰写50页文稿，题为《大融合格言》，其内容“对真理和光明的到来进行了欢愉的启示，胜似一先知所言”。文稿亦对国家社会主义的唯物主义倾向进行了批判。此外吉斯林亦作一教旨，称“永恒正义”，强调了个人的核心信仰，包括转世。

### 引用
1. ↑  Borgen 1999，第273頁.
2. 1 2  Juritzen 1988，第11頁
3. ↑  Juritzen 1988，第12頁.
4. ↑  Dahl 1999，第6, 13–14頁.
5. ↑  Dahl 1999，第21頁.
6. ↑  Juritzen 1988，第15頁.
7. ↑  Hartmann 1970，第10頁.
8. 1 2 3  Borgen 1999，第275頁.
9. 1 2 3 4  Dahl 1999，第6–7頁.
10. ↑  Dahl 1999，第25頁.
11. 1 2  Dahl 1999，第28–29頁.
12. ↑  Dahl 1999，第32–34, 38頁.
13. ↑  Yourieff 2007，第93頁.
14. ↑  Dahl 1999，第38–39頁.
15. ↑  Maynard M. Cohen. . Wayne State University Press. 1 September 2000: 49–  [2017-07-09]. ISBN 0-8143-2934-9. （原始内容存档于2021-05-03）.
16. ↑  Dahl 1999，第40–42頁.
17. ↑  Dahl 1999，第43–44頁.
18. ↑  Yourieff 2007，第172頁.
19. ↑  Yourieff 2007，第100頁.
20. 1 2 3  Dahl 1999，第45–47頁.
21. ↑  Hartmann 1970，第33頁.
22. ↑  Quisling 1980，第30–31頁
23. 1 2  Dahl 1999，第48–49頁.
24. 1 2  Dahl 1999，第50頁.
25. ↑  Hartmann 1970，第30頁.
26. ↑  Dahl 1999，第53–54頁.
27. 1 2  Dahl 1999，第54–56頁.
28. ↑  Yourieff 2007，第450–452頁.
29. ↑  Dahl 1999，第57頁.
30. ↑  Dahl 1999，第58頁.
31. ↑  Dahl 1999，第59–62頁.
32. ↑  Dahl 1999，第62–66頁.
33. 1 2 3  Dahl 1999，第67–69頁.
34. ↑  . Time Magazine. 1940-06-24: 1  [2011-04-28]. （原始内容存档于2013-07-21）.
35. ↑  Borgen 1999，第278頁.
36. ↑  Dahl 1999，第4–5頁.
37. ↑  Dahl 1999，第7頁.
38. 1 2  Dahl 1999，第12–13頁.
39. 1 2 3  Dahl 1999，第70–73頁.
40. ↑  Hartmann 1970，第45頁.
41. ↑  Hartmann 1970，第48–49頁.
42. ↑  Dahl 1999，第73–76頁.
43. ↑  Hartmann 1970，第54–55頁.
44. ↑  Hartmann 1970，第64頁.
45. 1 2 3  Dahl 1999，第76–78頁.
46. ↑  Cohen 2000，第51頁.
47. ↑  Ringdal 1989，第31頁.
48. ↑  Høidal 1989，第85–87頁.
49. ↑  Hartmann 1970，第76–80頁.
50. 1 2 3  Dahl 1999，第78–81頁.
51. ↑  Yourieff 2007，第467頁.
52. 1 2  Dahl 1999，第80–83頁.
53. ↑  Hartmann 1970，第83–84頁.
54. ↑  Hayes 1971，第86頁
55. ↑  Høidal 1989，第109頁.
56. ↑  Dahl 1999，第83頁.
57. 1 2 3 4  Dahl 1999，第83–89頁.
58. ↑  Cohen 2000，第52–53頁.
59. ↑  Høidal 1989，第91頁.
60. ↑  Dahl 1999，第89–90頁.
61. 1 2  Dahl 1999，第92–93頁.
62. ↑  Dahl 1999，第93–97頁.
63. ↑  Dahl 1999，第97–99頁.
64. 1 2  Dahl 1999，第99–100頁.
65. 1 2  Dahl 1999，第100–105頁.
66. ↑  Dahl 1999，第105–109頁.
67. ↑  Høidal 1989，第204–205頁.
68. ↑  Dahl 1999，第110–117頁.
69. ↑  Dahl 1999，第117–126頁.
70. ↑  Høidal 1989，第236頁.
71. ↑  Dahl 1999，第128頁.
72. ↑  Maynard M. Cohen. . Wayne State University Press. 2000-09-01: 53–  [2017-07-09]. ISBN 0-8143-2934-9. （原始内容存档于2021-05-03）.
73. ↑  Dahl 1999，第134–137頁.
74. 1 2 3  Dahl 1999，第137–142頁.
75. ↑  Dahl 1999，第142–149頁.
76. ↑  Dahl 1999，第153頁.
77. ↑  . Brill Archive. : 8–  [2017-07-09]. GGKEY:BQN0CQURHS1. （原始内容存档于2021-05-03）.
78. ↑  Dahl 1999，第149–152頁.
79. 1 2  Dahl 1999，第153–156頁.
80. ↑  Dahl 1999，第157頁.
81. ↑  Dahl 1999，第160–162頁.
82. ↑  Dahl 1999，第162–170頁.
83. ↑  Hayes 1971，第211頁.
84. ↑  Dahl 1999，第166, 171頁.
85. ↑  Dahl 1999，第170–172頁.
86. ↑  Dahl 1999，第173頁.
87. ↑  Hayes 1971，第212–7頁.
88. 1 2 3  Dahl 1999，第172–175頁.
89. ↑  Ringdal 1989，第58頁.
90. ↑  Høidal 1989，第755頁.
91. ↑  Hayes 1971，第221頁.
92. ↑  Block (ed.) 1940，第669–670頁.
93. 1 2 3  Dahl 1999，第175–178頁
94. ↑  Høidal 1989，第384頁.
95. ↑  Dahl 1999，第183頁.
96. ↑  Dahl 1999，第183–188頁.
97. 1 2  Dahl 1999，第188–194頁.
98. ↑  Dahl 1999，第194–200頁.
99. ↑  . Time Magazine. 1940-10-07: 1  [2011-05-31]. （原始内容存档于2013-06-11）.
100. ↑  Dahl 1999，第200–207頁.
101. ↑  Dahl 1999，第207–212頁.
102. ↑  Dahl 1999，第215頁.
103. 1 2 3  Dahl 1999，第219–225頁.
104. 1 2  Dahl 1999，第225–232頁.
105. 1 2  Dahl 1999，第232–237頁.
106. ↑  Dahl 1999，第240–242頁.
107. ↑  Borgen 1999，第284頁.
108. 1 2  Dahl 1999，第247–249頁.
109. 1 2  Dahl 1999，第250–255頁.
110. ↑  Dahl 1999，第255–264頁.
111. ↑  Dahl 1999，第269–271頁.
112. ↑  Dahl 1999，第271–276頁.
113. ↑  Dahl 1999，第275–276頁.
114. 1 2  Dahl 1999，第279–287頁.
115. 1 2  Høidal 1989，第597頁.
116. ↑  Dahl 1999，第285頁.
117. ↑  Dahl 1999，第288–289頁.
118. ↑  Dahl 1999，第289頁.
119. ↑  Hayes 1971，第289頁.
120. ↑  Høidal 1989，第609頁.
121. ↑  Dahl 1999，第297–305頁.
122. ↑  Dahl 1999，第316頁.
123. ↑  Dahl 1999，第328頁.
124. ↑  Dahl 1999，第306–308, 325頁.
125. ↑  Dahl 1999，第319頁.
126. 1 2 3  Dahl 1999，第345–350頁.
127. ↑  Dahl 1999，第353頁.
128. ↑  Dahl 1999，第358–360頁.
129. 1 2  Dahl 1999，第371–373頁.
130. ↑  Bratteli & Myhre 1992，第43頁.
131. 1 2  Dahl 1999，第374–378頁.
132. 1 2 3  Dahl 1999，第380–390頁.
133. 1 2 3  Dahl 1999，第390–400頁.
134. ↑  Cohen 2000，第274頁.
135. ↑  Dahl 1999，第400–407頁.
136. ↑  Cohen 2000，第276頁.
137. ↑  . Time Magazine. 1945-11-05  [2011-04-28]. （原始内容存档于2008-09-05）.
138. ↑  Dahl 1999，第414–415頁.
139. ↑  Bratteli & Myhre 1992，第198頁.
140. ↑  Cohen 2000，第279頁.
141. ↑  Yourieff 2007，第457頁.
142. ↑  Dahl 1999，第129,418頁.
143. ↑  Bratteli & Myhre 1992，第50–51頁.
144. ↑  . Highbeam Research (archived from Associated Press). 2005-08-30  [2011-04-28]. （原始内容存档于2012-10-25）.
145. ↑  Dahl 1999，第417頁.
146. ↑  Yourieff 2007，第xi頁.
147. ↑  . Time Magazine. 1940-04-29: 1  [2011-04-28]. （原始内容存档于2010-11-16）.
148. ↑  Block (ed.) 1940，第669頁.
149. 1 2 3 4 5  Dahl 1999，第328–331頁.
150. ↑  Hoberman, John M. . Scandinavian Studies. 1974, 46 (3): 242–264. PMID 11635923.
151. ↑  Galtung 1997，第192–193頁.
152. ↑  Dahl 1999，第10頁.
153. 1 2 3  Dahl 1999，第321–322頁.
154. 1 2 3  Dahl 1999，第8–9頁.
155. 1 2  Dahl 1999，第410–412頁.

#### 英语文献
- Block, Maxine (编). . New York, United States: H. W. Wilson. 1940.
- Cohen, Maynard M. . Detroit, United States: Wayne State University Press. 2000  [2017-07-09]. ISBN 978-0-8143-2934-4. （原始内容存档于2021-05-03）.
- Dahl, Hans Fredrik. . Stanton-Ife, Anne-Marie (trans.). Cambridge, United Kingdom: 剑桥大学出版社. 1999. ISBN 0-521-49697-7.
- Galtung, Johan. . Turpin, Jennifer E.; Kurtz, Lester R.  (编). . Champaign, United States: 伊利诺伊大学出版社. 1997. ISBN 0-252-06561-1.
- Hayes, Paul M. . Journal of Contemporary History. 1966, 1 (1): 145–157. JSTOR 259653. doi:10.1177/002200946600100109.
- Hayes, Paul M. . Newton Abbot, United Kingdom: David & Charles. 1971. OCLC 320725.
- Høidal, Oddvar K. . Oslo, Norway: Universitetsforlaget. 1989. ISBN 82-00-18400-5.

#### 挪威语文献
- Barth, E. M. . Oslo, Norway: Pax Forlag. 1996. ISBN 82-530-1803-7.
- Borgen, Per Otto. . Oslo, Norway: Aschehoug. 1999. ISBN 82-03-22389-3.
- Bratteli, Tone; Myhre, Hans B. . Oslo, Norway: Cappelen. 1992. ISBN 82-02-13345-9.
- Hartmann, Sverre.  2nd revised. Oslo, Norway: Tiden Norsk Forlag. 1970 [1959]. OCLC 7812651.
- Juritzen, Arve. . Oslo, Norway: Aventura. 1988. ISBN 82-588-0500-2.
- Ringdal, Nils Johan. . Oslo, Norway: Aschehoug. 1989. ISBN 82-03-16584-2.
- Quisling, Maria. Parmann, Øistein , 编. . Oslo, Norway: Dreyer. 1980. ISBN 82-09-01877-9.

#### 原始来源
- Yourieff, Alexandra Andreevna Voronine; Yourieff, W. George; Seaver, Kirsten A. . Stanford, United States: Hoover Institution Press. 2007  [2017-07-09]. ISBN 978-0-8179-4832-0. （原始内容存档于2021-05-03）.